# Θ (teoría de conjuntos)
En teoría de conjuntos, Θ (pronunciado como la letra theta) es el menor ordinal α no nulo, tal que no hay función sobreyectiva de los reales en α.
El axioma de elección (AC) (o incluso si los reales pueden estar bien ordenados), entonces Θ es, simplemente, {\displaystyle (2^{\aleph _{0}})^{+}}, el sucesor sucesor de la cardinalidad del continuo. Sin embargo, Θ se estudia a menudo en contextos en los que el axioma de elección no sería válido, como los modelos para el axioma de determinación.
Θ es también el supremo de las longitudes de todos los preordenamientos de los reales.

## Prueba de existencia
Puede que no sea obvio que se pueda demostrar, sin usar el AC, que existe incluso un ordinal no nulo sobre el que no hay función sobreyectiva de los reales (si existe tal ordinal, entonces debe haber al menos uno porque los ordinales están bien ordenados). Sin embargo, supongamos que no existe tal ordinal. Entonces a cada ordinal α podríamos asociar el conjunto de todos los preordenamientos de los reales de longitud α. Esto daría una función inyectiva desde la clase de todos los ordinales al conjunto de todos los conjuntos de ordenamientos sobre los reales (que puede verse que es un conjunto mediante la aplicación repetida del axioma del conjunto potencia). Ahora bien, el axioma de reemplazo muestra que la clase de todos los ordinales es de hecho un conjunto. Pero eso es imposible, por la paradoja de Burali-Forti.